# Dipendenze Federali
Le Dipendenze Federali venezuelane comprendono tutte le isole al largo del Venezuela nel Mar dei Caraibi e nel Golfo del Venezuela, ad eccezione di quelle già sotto l'amministrazione di qualche altro stato federato, come Margarita, Coche e Cubagua nello stato di Nueva Esparta; ed eccetto quelle sotto l'amministrazione di qualche altro Paese, come Aruba, Bonaire e Curaçao del Regno dei Paesi Bassi e Trinidad e Tobago nello stato omonimo.
Gli abitanti delle circa 600, tra isole, isolotti e scogli, che hanno una superficie complessiva di circa 342 km², sono poco meno di 3000.
L'amministrazione di tutte le isole, così come dell'estesissima zona economica esclusiva che queste determinano, è affidata al governo federale.

## Composizione
Le dipendenze federali si compongono di 12 isole o gruppi di isole principali:
- Isola di Aves
- Arcipelago di Las Aves
- Isola La Blanquilla
- Los Frailes
- Isola La Sola
- Isola di Patos
- Los Hermanos
- Arcipelago di Los Monjes
- Isola La Orchila
- Los Roques
- Los Testigos
- Isola La Tortuga

### Tabella delle isole
Si riporta una descrizione sintetica con i dati delle stesse:
| Cartina politico-amministrativa del Venezuela settentrionale con evidenziazione delle Dipendenze Federali in base alla numerazione della tabella che segue |                          |                |             | |                 |
| Nr. | Isola o Gruppo           | Superficie km² | Popolazione | Isole principali | Coordinate      |
| All'interno della Piattaforma continentale |                          |                |             | |                 |
| 1 | Arcipelago di Los Monjes | 0,20           | -           | Monjes del Norte - Monje del Este - Monjes del Sur | 12°21′N 70°55′W |
| 2 | La Tortuga               | 156,60         |             | La Tortuga - Isole Los Tortuguillos - Cayo Herradura - Los Palanquines - Cayos de Ño Martín - Islote El Vapor - Cayos de Punta de Ranchos                                                                            | 10°55′N 80°31′W |
| 3 | Isola La Sola            | 0,01           | -           | Isola La Sola | 11°18′N 63°34′W |
| 4 | Isole Los Testigos       | 6,53           | 172         | Conejo - Iguana - Morro Blanco - Rajada - Isla Noroeste - Peñón de Fuera - Testigo Grande | 11°22′N 63°06′W |
| 5 | Isole Los Frailes        | 1,92           | -           | Chepere - Guacaraida - Puerto Real - Nabobo - Cominoto - Macarare - Guairiare - Guacaraida - La Balandra - La Peche                                                                                                  | 11°12′N 63°44′W |
| All'esterno della Piattaforma continentale |                          |                |             | |                 |
| 6 | Isola di Patos           | 0,60           | -           | Patos Este | 10°38′N 61°52′W |
| 7 | Arcipelago Los Roques    | 40,61          | 1471        | Gran Roque - Francisquí - Isla Larga - Nordisquí - Madrisquí - Crasquí - Dos Mosquises - Cayo Sal - Cayo Nube Verde - Cayo Grande - Noronquí - Espenquí - Carenero - Selesquí - Bequevé - Cayo de Agua - Cayo Grande | 11°51′N 66°45′W |
| 8 | Isola La Blanquilla      | 64,53          | -           | La Blanquilla | 11°50′N 64°35′W |
| 9 | Isole Los Hermanos       | 2,14           | -           | La Orquilla - Los Morochos - Grueso - Pico (Isla Pando) - Fondeadero - Chiquito | 11°45′N 64°25′W |
| 10 | Isola La Orchila         | 40             | -           | La Orchila - Cayo Agua - Cayo Sal - Cayo Noreste | 11°47′N 66°10′W |
| 11 | Arcipelago di Las Aves   | 3,35           | -           | Aves de Barlovento - Isla Tesoro - Cayo Bubi - Cayo de Las Bobas - Aves de Sotavento - Isla Larga - Cayo Tirra - Isla Saquisaqui - Cayos de La Colonia - Isla Maceta - Cayo Sterna                                   | 12°00′N 67°40′W |
| Fondo Abissale |                          |                |             | |                 |
| 12 | Isola di Aves            | 0,045          | -           | Isola di Aves | 15°40′N 67°37′W |
| | Dipendenze Federali      | 342,25         | 2155        | |                 |

## Amministrazione
Le Dipendenze Federali, come proclamato nella Costituzione, godono di un regime particolare che esula dal controllo degli stati federali e dei comuni. Con un Decreto della Presidenza della Repubblica, dell'ottobre 2011 si è ribadito questo. Si è anche specificato che il potere legislativo delle stesse attiene all'Assemblea nazionale mentre il potere esecutivo è esercitato dal governo nazionale attraverso un Capo di governo che entrerà a far parte del Consiglio dei Ministri, appositamente nominato del Presidente della Repubblica che provvederà a sostituirlo a sua discrezione. Nelle disposizioni transitorie si è previsto che l'incarico di Capo di governo delle Dipendenze Federali fosse assunto dal Ministro degli interni e della giustizia.